# Chiya Fujino
Chiya Fujino (藤野 千夜?, Fujino Chiya; Fukuoka, 27 febbraio 1962) è una scrittrice giapponese.
Transessuale, ha vinto nel 2000 il prestigioso Premio Akutagawa.

## Opere
- Gogo no jikanwari 1995
- Shōnen to shōjo no poruka 1996
- Oshaberi kaidan 1998
- Una promessa d'estate (夏の約束?, Natsu no yakusoku) 2000, Torino, Einaudi, 2004
- Route 225 (Rūto 225) 2002
- Shufu to koban 2004
- Kanojo no heya 2006